# Kontrolující chování ve vztazích
Kontrolující chování ve vztazích označuje vzorce jednání, jimiž se jedinec snaží získat a udržet nadvládu nad druhou osobou. Agresoři mohou využívat zastrašování, nátlaky a dalších manipulativní taktiky s cílem dosáhnout osobního prospěchu, uspokojení nebo požitku z moci a kontroly. Oběti tohoto chování bývají vystaveny psychickému, fyzickému, sexuálnímu či finančnímu zneužívání.

## Taktiky kontrolujícího chování
Manipulátoři a násilníci mohou ovládat své oběti pomocí široké škály taktik, včetně pozitivního posilování (např. lichotky, povrchního šarmu, snahy o získání přízně nebo bombardováním láskou), negativního posilování (odstranění nepříjemných úkolů či předmětů), přerušovaného nebo částečného posilování, psychických trestů (např. ignorování, vyhrožování, citové vydírání, navození pocitu viny) či traumatizujících metod (např. slovní útoky nebo výbuchy hněvu).
Agresoři často zneužívají zranitelností svých obětí, přičemž nejčastěji si vybírají jedince s vyšší mírou zranitelnosti. Mezi násilníkem a obětí se může vytvořit tzv. traumatická vazba, které vzniká v důsledku opakujících se cyklů zneužívání. Střídání odměn a trestů vytváří silné emocionální vazby, jež jsou odolné vůči změně a posilují atmosféru strachu. Násilné chování může být normalizováno, legitimizováno, racionalizováno, popíráno, bagatelizováno nebo přenášeno na oběť formou obviňování.